# Santiago Babot
Santiago Babot   (Sant Joan Despí, c. 1950 - 1978), conegut com a Santi Babot, fou un pilot de motocròs català que destacà en competicions estatals durant la dècada del 1970. Començà a competir en la categoria Júnior cap al 1970 i el 1975 ja estava entre els millors catalans de l'especialitat. Babot formà part de l'equip oficial de Montesa durant anys. Es va morir ben jove, víctima d'un tumor cerebral, poc després de casar-se.